# San Pedrito el Alto
San Pedrito el Alto är en ort i Mexiko.   Den ligger i kommunen Querétaro och delstaten Querétaro Arteaga, i den centrala delen av landet, 190 km nordväst om huvudstaden Mexico City. San Pedrito el Alto ligger 1 972 meter över havet och antalet invånare är 212.
Terrängen runt San Pedrito el Alto är varierad. Runt San Pedrito el Alto är det tätbefolkat, med 762 invånare per kvadratkilometer. Närmaste större samhälle är Santiago de Querétaro, 9,9 km söder om San Pedrito el Alto. Trakten runt San Pedrito el Alto består i huvudsak av gräsmarker.